# Индерборский
Индербо́рский (каз. Индербор) — посёлок, административный центр Индерского района Атырауской области Казахстана. Административный центр и единственный населённый пункт Индерборской поселковой администрации. Код КАТО — 234030100.

## География
Посёлок расположен на левобережье реки Урал, в 9 км к северо-западу от озера Индер. Пристань на левом берегу реки Урал. Автомобильное сообщение с Атырау — 165 км.

## История
Возник в 1935 году в связи с разработкой на Индерском месторождении солей (боратов) озера Индер. В посёлке находятся несколько карьеров и рудников по добыче боратов, горно-обогатительная фабрика, акционерные общества «Индербор» и «Индертуз», хлебозавод, молокозавод. Соединён промышленной железной дорогой со станцией Макат. Через посёлок проходит автомобильная дорога Атырау — Уральск.

## Население
| 1939    | 1959  | 1970  | 1979  | 1989    | 1999    | 2009    |
| ------- | ----- | ----- | ----- | ------- | ------- | ------- |
| 2414    | ↗5429 | ↗8901 | ↗9757 | ↗11 232 | ↗11 433 | ↗12 915 |
| 2021    |       |       |       |         |         |         |
| ↗15 664 |       |       |       |         |         |         |

## Галерея

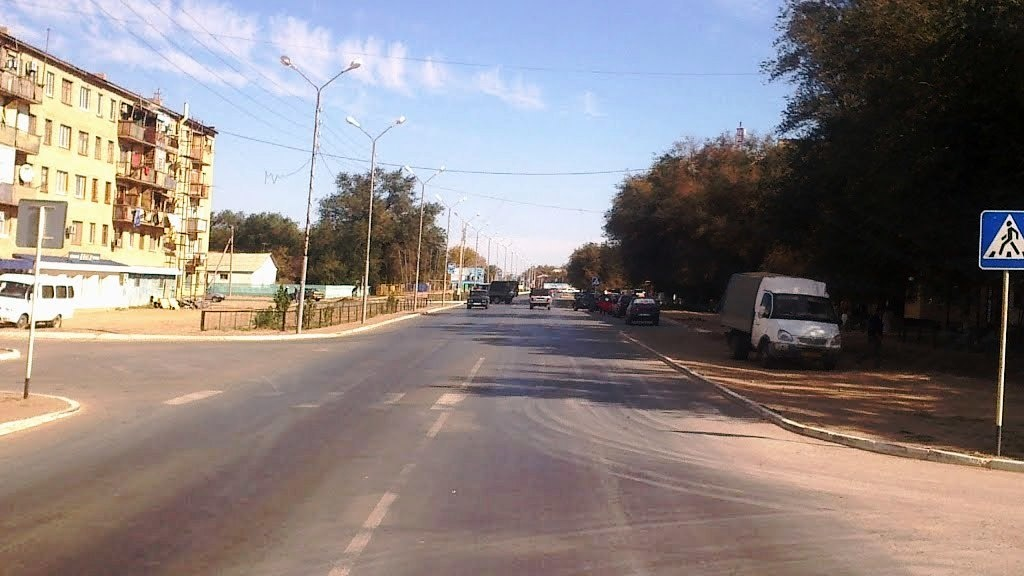
Улица посёлка
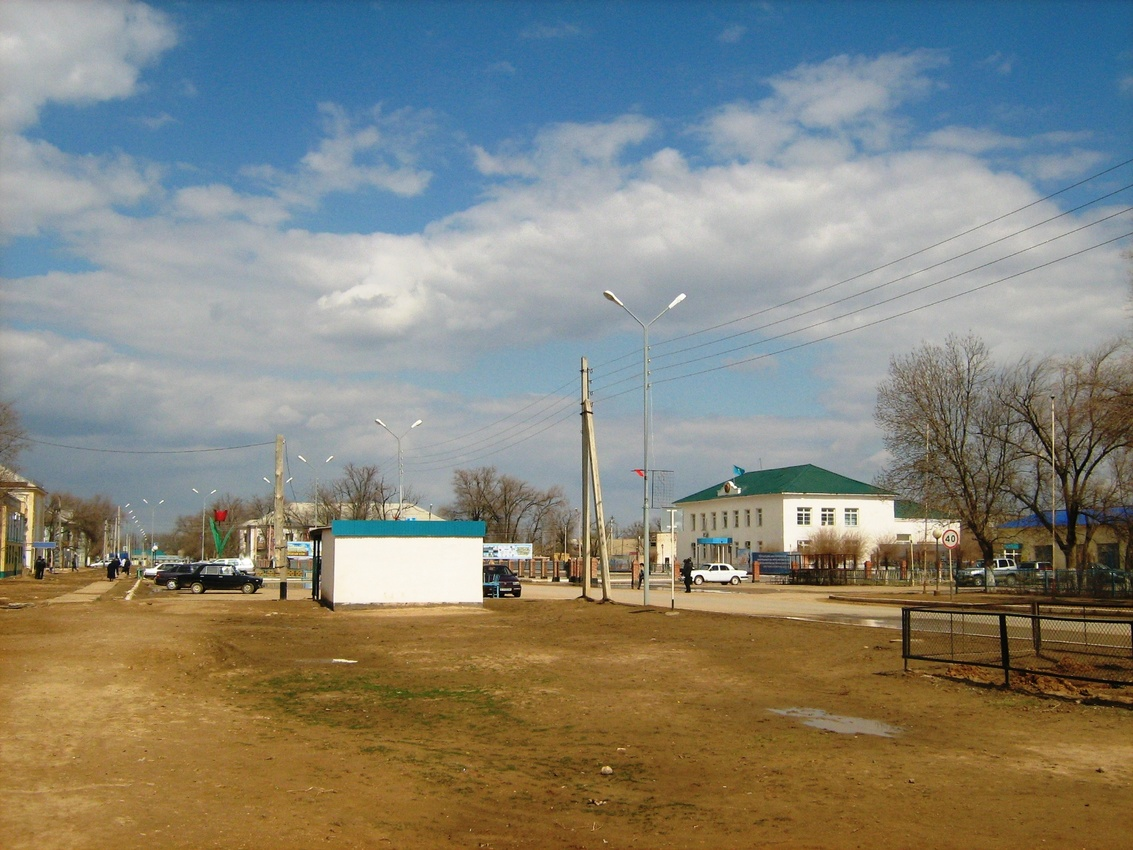
Маслихат
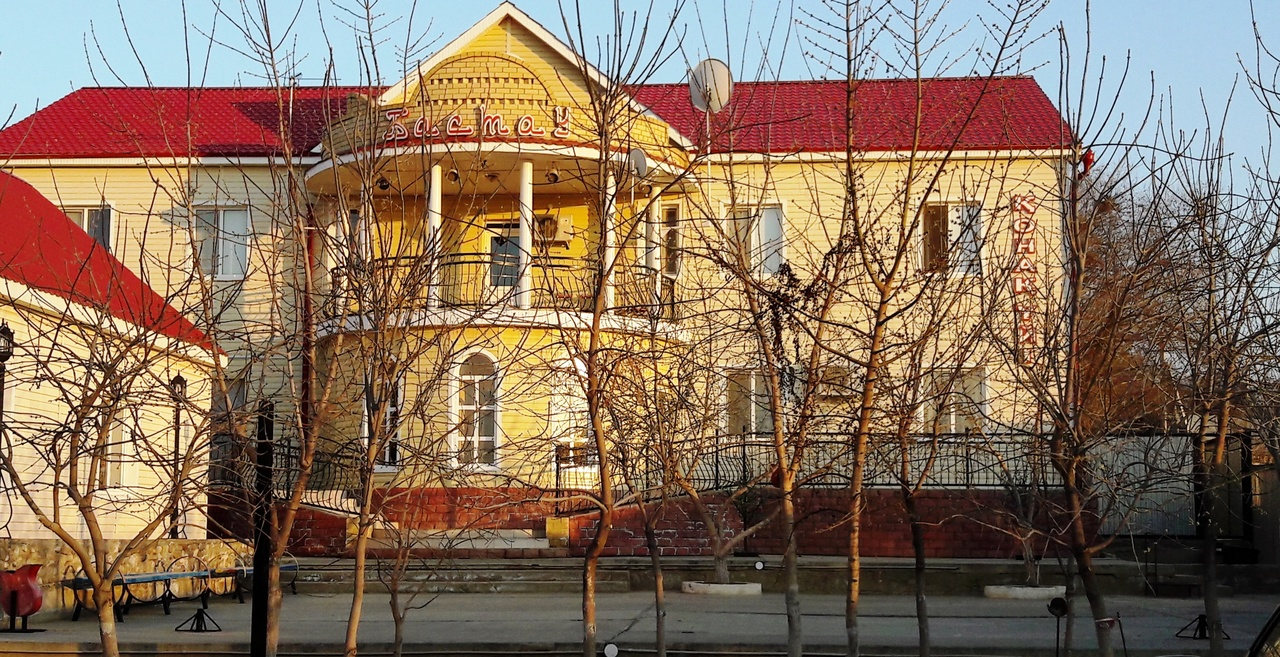
Гостиница «Бастау»
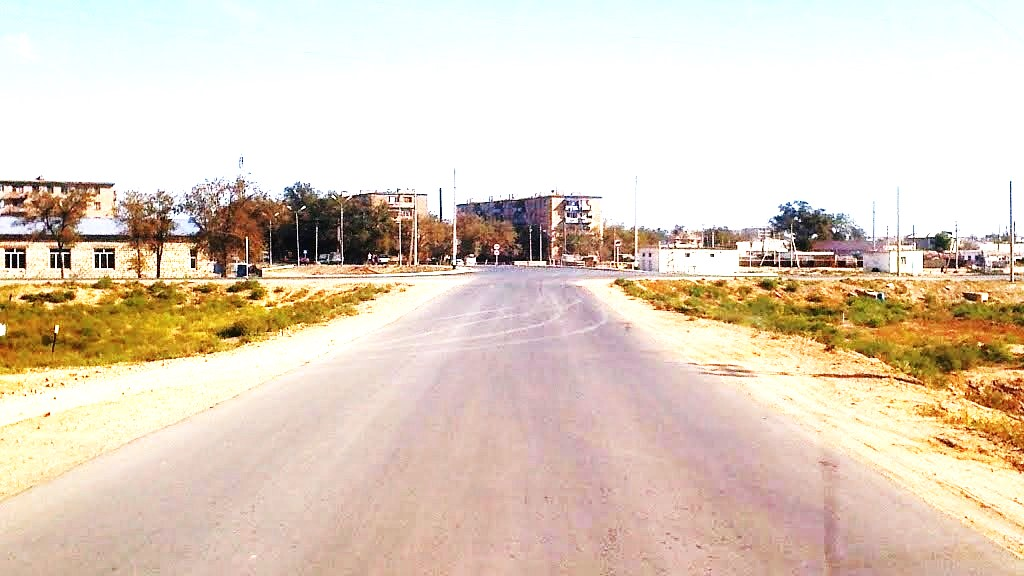
Застройка
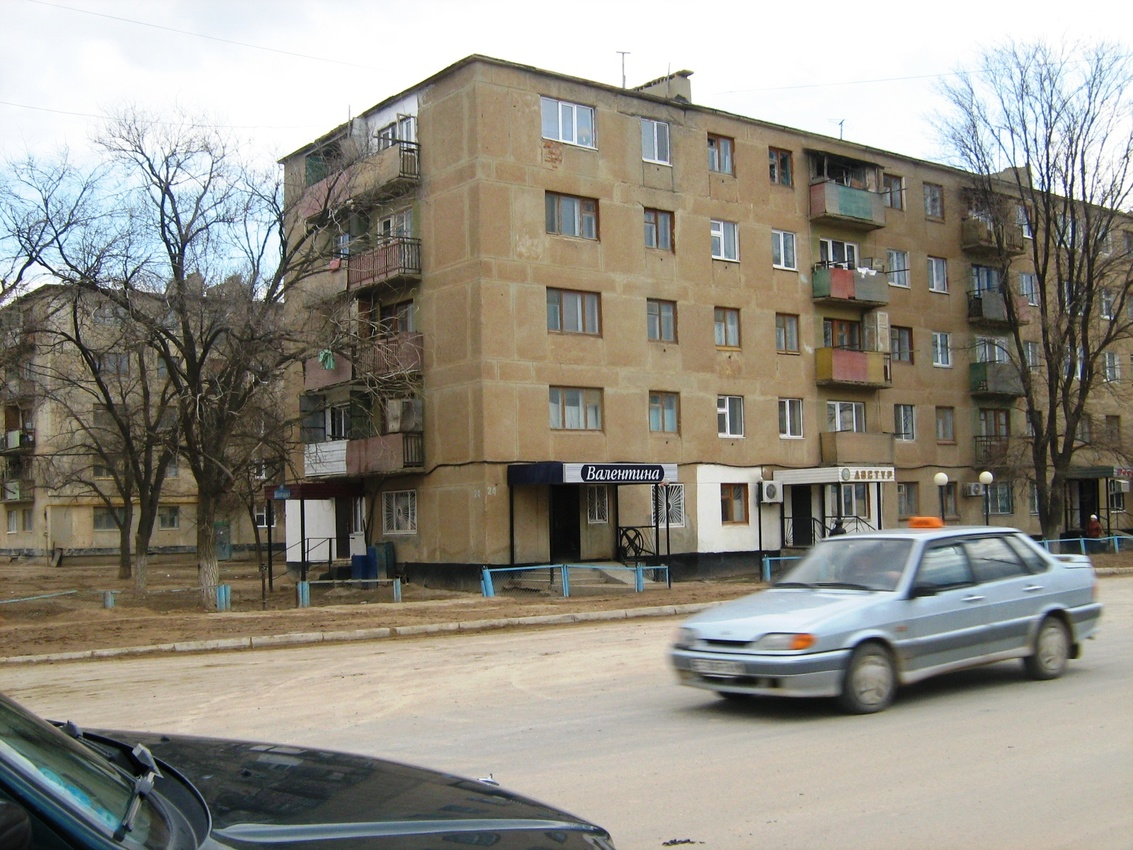
Застройка
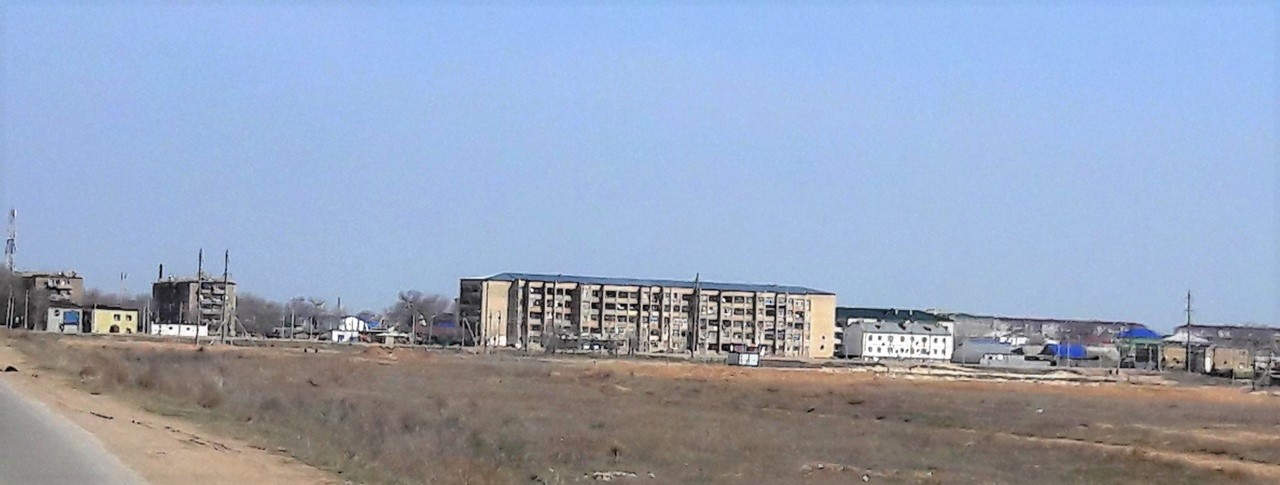
Панорама посёлка